# Nace
Nace je moško osebno ime.

## Izvor imena
Nace je različica imena Ignac.

## Pogostost imena
Po podatkih Statističnega urada Republike Slovenije je bilo na dan 31. decembra 2007 v Sloveniji število moških oseb z imenom Nace: 344.

## Osebni praznik
Osebe z imenom Nace godujejo takrat kot osebe z imenom Ignac.

## Znane osebe
- Nace Šumi, umetnostni zgodovinar in etnograf
- Nace Junkar, pevec operne in zabavne glasbe
- Nace Majcen, plavalec
- Nace Pavlica gimnastičar v društvu ŠD partizan Renče